# Harku (jezero)
Harku (ili Haabersti, Loodjärv, Argo) je jezero na zapadu Tallinna, Okrug Harjumaa, Estonija. Površina mu je 1,64 km², a nalazi oko 3 km od obala Baltičkog mora. Jezero Harku ima prosječnu dubinu 1,6 m, a najviša dubina iznosi 2,5 m. Jezersko dno ima sloj blata debljine 2-3 metra. Harku je idealno za ribolov, plivanje i sportove na vodi. 
Potok Harku se jedini ulijeva u jezero.

## Vanjske poveznice
- Harku järv Keskkonnaregistris (na estonskom)